# Мануба (город)
Мануба (араб. منوبة‎) — город на северо-востоке Туниса и столица одноимённого вилайета. Город находится западнее столицы Тунис, имеет площадь 833 га. В 2004 году население составляло 26 666 жителей.

## Росте численности населения
- 1984 — 13 875
- 1994 — 22 514
- 2002 — 24 845
- 2004 — 26 666
- 2011 — 29 296